# Svetlana Germanovitj
Svetlana Germanovitj, född 21 september 1986, är en kazakisk roddare.
Germanovitj tävlade för Kazakstan vid olympiska sommarspelen 2012 i London, där hon slutade på 25:e plats i singelsculler.
Vid olympiska sommarspelen 2016 i Rio de Janeiro slutade Germanovitj på 26:e plats i singelsculler.